# All the Lovers
»All the Lovers« je pesem avstralske pevke Kylie Minogue. To je prvi single z njenega enajstega studijskega albuma Aphrodite (2010). Pesem je napisal Kish Mauve in je bila ena zadnjih pesmi, ki so izšle preko tega albuma.

## Ozadje
20. aprila 2010 je Kylie Minogue preko svoje uradne spletne strani oznanila, da bo kot prvi singl z njenega enajstega glasbenega albuma, Aphrodite, julija 2010 izdala pesem »All the Lovers«. Izdala je tridesetsekundni inštrumentalni predogled pesmi in pokazala, kakšna bo naslovnica singla. Ker je njeno uradno spletno stran v tistem času obiskalo toliko oboževalcev, se je začasno zrušila; kmalu so jo popravili. Pesem »All the Lovers« je ena izmed zadnjih posnetih pesmi z albuma Aphrodite. Pesem sta napisala člana britanske europop glasbene skupine Kish Mauve, Jim Eliot in Mima Stilwell, producirala pa sta jo Jim Eliot in Stuart Price. Kylie Minogue je komentirala: »Že, ko sem jo snemala, sem vedela, da moram pesem 'All the Lovers' izdati kot albumov prvi singl; popolno je odražala evforičnost albuma. Komaj čakam, da jo slišijo tudi drugi in ko jo poslušam, od vznemerjenja dobim kar kurjo polt.« 14. maja 2010 se je pesem »All the Lovers« premierno predvajala na britanski radijski postaji BBC Radio 1. Po pesmi in oznanilu njene svetovne turneje je Kylie Minogue dejala: »Slogan pesmi 'All The Lovers', ki ga ponovno prevzemam, je: 'Občuti ljubezen, deli ljubezen.' Želim si, da bi bil tak celoten album.«

## Sestava
Pesem »All the Lovers« je elektropop pesem zmernega tempa s plesnim ritmom. Po podatkih spletne strani podjetja Sony/ATV Music Publishing, Musicnotes.com, je napisana v C-duru. Procesija akordov te pesmi je Gsus4–G–F6–Fmaj7, vokali Kylie Minogue pa se raztezajo od G3 do A4. Adam Markovitz iz revije Entertainment Weekly je glasbeno sestavo pesmi primerjal z »njenimi začetki dreampopa s pesmijo 'I Believe in You' iz leta 2004; bas je popolnoma enak.« Pesem »All the Lovers« ima vseskozi velik poudarek na električni kitari, z izjemo v refrenu, kjer je ritem nekoliko počasnejši kot drugod. Refren je podoben kot pri njenih drugih synthpop pesmih, ki bi bile po mnenju Adama Markovitza »popolne, če bi šlo za soundtrack Atarijeve videoigre Studio 54.« Po drugem refrenu vokale Kylie Minogue pričnejo spremljati samo akustične kitare in klavir. Primerjali so ga z refrenom pesmi »Blue Monday« glasbene skupine New Order iz leta 1983. Refren se je ponovil večkrat. V besedilu pesmi »All the Lovers« Kylie Minogue vse svoje ljubimce primerja s svojim sedanjim partnerjem: »Vsi ljubimci so že odšli / Noben se ne more meriti s teboj« (»All the lovers that have gone before / they don't compare to you«).

## Sprejem s strani kritikov
Nick Levine iz revije Digital Spy je pesmi dodelil pet zvezdic in jo opisal kot »spodobno, plesno in elegantno elektro-disko-pop pesem - z drugimi besedami, pravi Kyliejin singl« in dodal, da »refren poslušalcu sporoči, naj ob poslušanju samo maha z rokami, se zabava in se ne meni za to, kar si mislijo drugi.« Novinar revije Popjustice je napisal: »Tako kot vse njene pesmi bo tudi pesem 'All the Lovers' v trenutku navdušila na milijone Kyliejinih oboževalcev in se bo pojavila na mnogih albumih z njenimi največjimi uspešnicami. Pesem je odrasla, a svobodnega duha, bombastična in vseeno elegantna, trezna, a pijana od ljubezni. [...] Zelo težko jo je poslušati ne da bi zraven prepevali.« Adam Markovitz iz revije Entertainment Weekly je napovedal, da bodo pesem »All the Lovers« po vsej verjetnosti največkrat predvajali v »telovadnicah, gejevskih klubih in trgovinah z oblačili«

## Videospot

### Razvoj in zgodba
Videospot za pesem »All the Lovers« so posneli med 8. in 9. majem 2010 v Los Angelesu, Kalifornija. Režiral ga je Joseph Kahn, ki naj bi ga za to nalogo izbrala Kylie Minogue osebno, saj naj bi menila, da videospotu lahko vlije nov, svež pridih. Videospot so navdihnila dela ameriškega umetnika Spencerja Tunicka, poznanega po svojih fotografijah z velikim številom golih ljudi. Kylie Minogue in Joseph Kahn sta posnela dve različici videospota, a sta se odločila za drznejšo. V prvi različici je Kylie Minogue nosila temne obleke, v različici, ki so jo tudi izdali, pa je nosila majhno belo obleko. V videospotu nosi nakit Shauna Leanea. Videospot se prične s flash mobom, med katerim na ljudi padajo najrazličnejši predmeti kode QR. Čeprav to v videospotu ni razvidno, je Kylie Minogue v svojem blogu razkrila, da na vseh predmetih piše »LJUBEZEN«. Nato se ljudje na sicer prazni ulici pričnejo poljubljati in slačiti. Ko se vsi, oblečeni samo v belo spodnje perilo, zberejo sredi ulice, se pojavi Kylie Minogue, obkrožena z golobicami in oblečena v črn modrček, raztrgano belo majico in bele škornje. Skupina ljudi se poveča. Med refrenom pesmi se med poljubljajočimi se pari znajde bel konj v galopu. Zgradbe so obkrožene z lebdečo sladkorno peno in velikanskimi napihljivimi sloni. Javnost in kritiki so opazili, da je bilo v videospot vključenih veliko homoseksualnih parov; Kylie Minogue je dejala, da se je s tem želela pokloniti svojim homoseksualnim oboževalcem, ki se jim ima za zahvaliti za svojo slavo. Kylie Minogue je ob izidu o videospotu povedala:
Ljudje zaradi tega znorijo, in zato je tako enkraten. [Joseph Kahn] je do mene pristopil z brilijantno, preprosto idejo in mislim, da jo je tudi dobro uresničil. Mislila sem, da bomo še vseeno razburili nekaj ljudi, čeprav ima videospot tudi čustveno stran. To je namreč tisto, kar sem, tisto, kar ljubim. [...] Navdušena sem nad energijo, ki jo videospot oddaja, nad njegovo edinstvenostjo. [...] Je popoln in genijalen izraz mojega mnenja o čustvenosti in seksualnosti. Verjamem v ljubezen.

### Sprejem
Leah Greenblatt iz revije Entertainment Weekly je videospot pesmi označila za »videospot v slogu 'slači-zabave na ulici' v epskih (in epsko pohotnih) razsežnostih« in dodala, da je »rezultat najbolje opisan ali kot flash mob z mečkanjem, kot ponorelo Macyjevo zabavo za zahvalni dan, ali kot resen 'dotik bombaža', s katerim se lahko uspešno trži.« Kurt B. Reighley iz revije Queer Sight je napisal: »Čeprav je videospot seksi, vse skupaj nikoli ne izpade kot umazano, vulgarno, saj je režiser Joseph Kahn celoten videospot posnel v belini [...] Koreografija je dokaj preprosta, a je precej boljša kot koreografija Laurie Ann Gibson za videospot pesmi 'Alejandro' Lady Gaga, in Kyliejin stilist nadaljuje s prenavljanjem njene podobe, njihova vizija pa je očitno ustvariti še en izdelek podjetja Sanrio (ki so ustvarili tudi Hello Kitty) v slogu Charliejevih angelčkov.« Ryan Brockington iz revije New York Post je napisal: »Z videospotom, ki so jih navdihnila dela Matt & Kim, Make the Girl Dance in nazadnje razgaljena Erykah Badu, se je Kylie odločila komericalizirati pozornost. In tudi Kyliejin singl 'Lovers' je malce bolj ... komercialen. [...] Pravim samo, da ni tako 'neodvisen' kot njegovi predhodniki.« Nick Levine iz revije Digital Spy je napisal: »Ne obstaja veliko pop zvezdnic, ki bi lahko v svoj videospot vključile golobice, balone, velikanskega napihljivega balona, konje v galopu in masivno skupino na zabavi sredi Los Angelesa ... in ki bi pri tem izpadle dobro. Po drugi strani pa ni veliko pop zvezdnic, ki bi si lastile izbrano privlačnost, kakršno ima Kylie Minogue.«
Armond White iz revije New York Press je videospot v svoji oceni izredno hvalil:
Joseph Kahn fantazira o prizoru iz šestdesetih, kjer Kylie kot diva kroži okoli multikulturnih, ambiseksualnih množic in se nazadnje pridruži lastnemu individualnemu ekstaziju. To ni anarhija, to ni orgija, to je vzhajajoča masa ljubimcev in v svojih užitkih dobesedno poletijo. Joseph Kahn zgradi stolp iz ljudi, ki spominja na visoke, še nedokončane stolpnice; njegova domišljija je temelj visokega zidu, s katerim v videospotu protestira proti klasičnim videospotom pop pevk [...] Joseph Kahn se nagiba proti univerzalnosti, ki pa odseva realnost, vse družbene razrede, rase, starostne skupine, podobe in velikosti, kjer so prisotni geji (in pravzaprav v omejenih prizorih). Njegovi lebdeči baloni in beli žrebci se ne oddolžijo za neenakost homoseksualne skupnosti, a antropomorfizirajo njegovo in Kyliejino predstavo o čistosti. Joseph Kahn v videospotu za pesem »All the Lovers« bolje predstavi gejevsko skupnost kot film Seks v mestu 2 - temu pričajo »vsi umazani prizori«, ki spominjajo na film Stonewall Uprising - ker homoseksualci, ki so bili včasih diskriminirani, sedaj lahko v javnosti izražajo svoje želje. Fantazija Josepha Kahna paradisične čistosti je kreativni akt, ki idealizira zgodovinska dejstva. Kot Spencer Tunick, ki je fotografiral nešteto golih oseb, tudi Joseph Kahn in Kylie ustvarita večrasno zabavo; kot je napisal že John Demetry, je njegova idealizacija sodelovanje mladih, lepih ljudi v fizični formi. In kar je najpomembneje, Joseph Kahn in Kylie predstavita realno podobo današnjih »ljubimcev«, ne »partnerjev«.
Videospot za pesem »All the Lovers« je največkrat ogledani in najuspešnejši samostojni singl Kylie Minogue za pesmijo »In My Arms«, izdano leta 2008 (najuspešnejši je sicer njen duet s Taiom Cruzem).

## Nastopi v živo
Kylie Minogue je s pesmijo »All the Lovers« prvič uradno nastopila 29. maja 2010 na podelitvi nagrad Wind Music Awards v Veroni, Italija. Nosila je obleko, podobno Afroditini, belo togo in zlate čevlje z visoko peto. 5. junija 2010 je Kylie Minogue v nočnem klubu Splash v New York Cityju prvič predvajala remix pesmi. Med predvajanjem remixa pesmi »All the Lovers« je bila prisotna tudi sama in pričela je improvizirati ter peti zraven. Kasneje je razložila: »Sem na odru z mikrofonom v rokah, zato avtomatično pričnem peti.« S pesmijo je nastopila tudi v zadnji epizodi pete sezone resničnostnega šova Naslednji nemški top model 9. junija 2010. Nastop s to pesmijo je bil dokaj podoben videospotu za pesem in Kylie Minogue je med nastopom nosila modro obleko in čevlje z visoko peto v kremasti barvi. Georgina Littlejohn iz revije Daily Mail je v svoji oceni nastopa napisala, da Kylie Minogue »je svoji mlajši pop kolegici Katy Perry, ki je bila prisotna med nastopom, zagotovo pokazala, kako se tem rečem streže«. Ann Lee iz revije Metro je nastop opisala kot »nevihtnega« in dodala, da je »Katy Perry lahko v vzor.«
S pesmijo »All the Lovers« je poleg pesmi »Can't Get You Out of My Head«  nastopila tudi na prireditvi M6 Music Live Event v Parizu, Francija, kjer je nosila modro obleko. Poleg tega je skupaj s pesmima »All the Lovers« in »Love at First Sight« nastopila na britanski pogovorni oddaji, Friday Night with Jonathan Ross, in sicer 25. junija 2010. Med nastopom je bila oblečena v srebrno obleko in črno ogrinjalo, ki ga je oblikovala modna hiša Balmain. S pesmijo »All the Lovers« je 3. julija 2010 nastopila na gejevski paradi v Madridu, Španija in 21. junija 2010 v avstralski oddaji Hey Hey It's Saturday. S pesmima »All the Lovers« in »Get Outta My Way« je nastopila na izboru Miss Italije 12. septembra 2010. Poleg tega je s pesmijo nastopila v ITVI-jevi božični oddaji v duetu z britansko glasbeno skupino JLS 11. decembra 2010; oddajo so predvajali pred zadnjo epizodo tistoletne sezone oddaje The X Factor.

## Različica glasbene skupine Scissor Sisters
S svojo različico pesmi »All the Lovers« je v oddaji BBC Radia 1, Live Lounge, nastopila ameriška glasbena skupina Scissor Sisters. Izvedli sta country različico pesmi in pri izvajanju pesmi sta uporabili samo kitare.

## Seznam verzij
CD s singlom 1
1. »All the Lovers« – 3:20
2. »Go Hard or Go Home« – 3:43

CD s singlom 2
1. »All the Lovers« – 3:20
2. »All the Lovers« (WAWA-jev & MMB-jev remix) – 6:04
3. »All the Lovers« (remix Michaela Woodsa) – 7:55
4. »All the Lovers« (XXXchangeov remix) – 4:49
5. »All the Lovers« (videospot)

7" vinilnih plošč
1. »All the Lovers« – 3:20
2. »Los Amores« – 3:22

Digitalni singl
1. »All the Lovers« – 3:20

Digitalni EP / Avstralski s CD singlom
1. »All the Lovers« – 3:20
2. »All the Lovers« (WAWA-jev & MMB-jev remix) – 6:04
3. »All the Lovers« (remix Michaela Woodsa) – 7:55
4. »All the Lovers« (XXXchangeov remix) – 4:49

## Ostali ustvarjalci
- Jim Eliot – tekstopisec, produkcija klavir, klaviature, programiranje
- Mima Stilwell – tekstopiska, spremljevalni vokali
- Stuart Price – dodatna produkcija, mešanje
- Dave Emery – asistent mešanja

Vir:

## Dosežki in certifikacije
| Lestvica (2010)             | Dosežek |
| --------------------------- | ------- |
| Avstralija                  | 13      |
| Avstrija                    | 5       |
| Belgija (Flamci)            | 10      |
| Belgija (Valonija)          | 8       |
| Češka                       | 18      |
| Evropa                      | 4       |
| Francija                    | 3       |
| Irska                       | 6       |
| Italija                     | 6       |
| Japonska                    | 11      |
| Kanada                      | 72      |
| Koreja                      | 39      |
| Madžarska                   | 2       |
| Nizozemska                  | 61      |
| Nemčija                     | 10      |
| Rusija                      | 14      |
| Romunija                    | 27      |
| Slovaška                    | 4       |
| Španija                     | 29      |
| Švedska                     | 33      |
| Švica                       | 6       |
| Združeno kraljestvo         | 3       |
| Ukrajina                    | 7       |
| ZDA (Dance Club Play Songs) | 1       |

| Država                 | Certifikacija |
| ---------------------- | ------------- |
| Avstralija (ARIA)      | Zlata         |
| Italija (FIMI)         | Zlata         |
| Velika Britanija (BPI) | Srebrna       |

| Država (2010)       | Dosežek |
| ------------------- | ------- |
| Belgija (Flandrija) | 95      |
| Belgija (Valonija)  | 79      |
| Evropa              | 41      |
| Nemčija             | 45      |
| Madžarska           | 18      |
| Italija             | 59      |
| Francija            | 37      |
| Romunija            | 83      |
| Španija             | 42      |
| Švica               | 48      |
| Velika Britanija    | 56      |
| ZDA                 | 3       |

### Ostali pomembnejši dosežki
| Predhodnik: »Your Love Is My Drug« od Keshe | Prvo mesto na ameriški glasbeni lestvici (Billboard Hot Dance Club Songs) 14. avgust 2010 – 21. avgust 2010 | Naslednik: »California Gurls« od Katy Perry skupaj s Snoop Doggom |